# Рыбалко, Василий Николаевич
Василий Николаевич Рыбалко (1918, Старая Карань, Мариупольский уезд — 1973, Киев) — советский самбист и борец вольного стиля, чемпион и призёр чемпионатов СССР по вольной борьбе, призёр чемпионата СССР по самбо, мастер спорта СССР (1946), Заслуженный тренер СССР.

## Биография
Занимался борьбой с 1938 года. 12 раз участвовал в чемпионатах страны. Участник Олимпийских игр 1952 года в Хельсинки. Судья всесоюзной и международной категорий.
Скончался в апреле 1973 года после тяжёлой и продолжительной болезни. Похоронен в Киеве на Берковецком кладбище (участок № 28).

## Спортивные результаты
- Чемпионат СССР по вольной борьбе 1945 года — ;
- Чемпионат СССР по вольной борьбе 1946 года — ;
- Чемпионат СССР по вольной борьбе 1947 года — ;
- Чемпионат СССР по самбо 1948 года — ;
- Чемпионат СССР по вольной борьбе 1949 года — ;
- Чемпионат СССР по вольной борьбе 1950 года — ;
- Чемпионат СССР по вольной борьбе 1951 года — ;
- Чемпионат СССР по вольной борьбе 1953 года — ;

## Известные воспитанники
- Гуревич, Борис Михайлович (1937) — олимпийский чемпион 1968 года, заслуженный мастер спорта СССР.